# Haupt- und Landgestüt Marbach

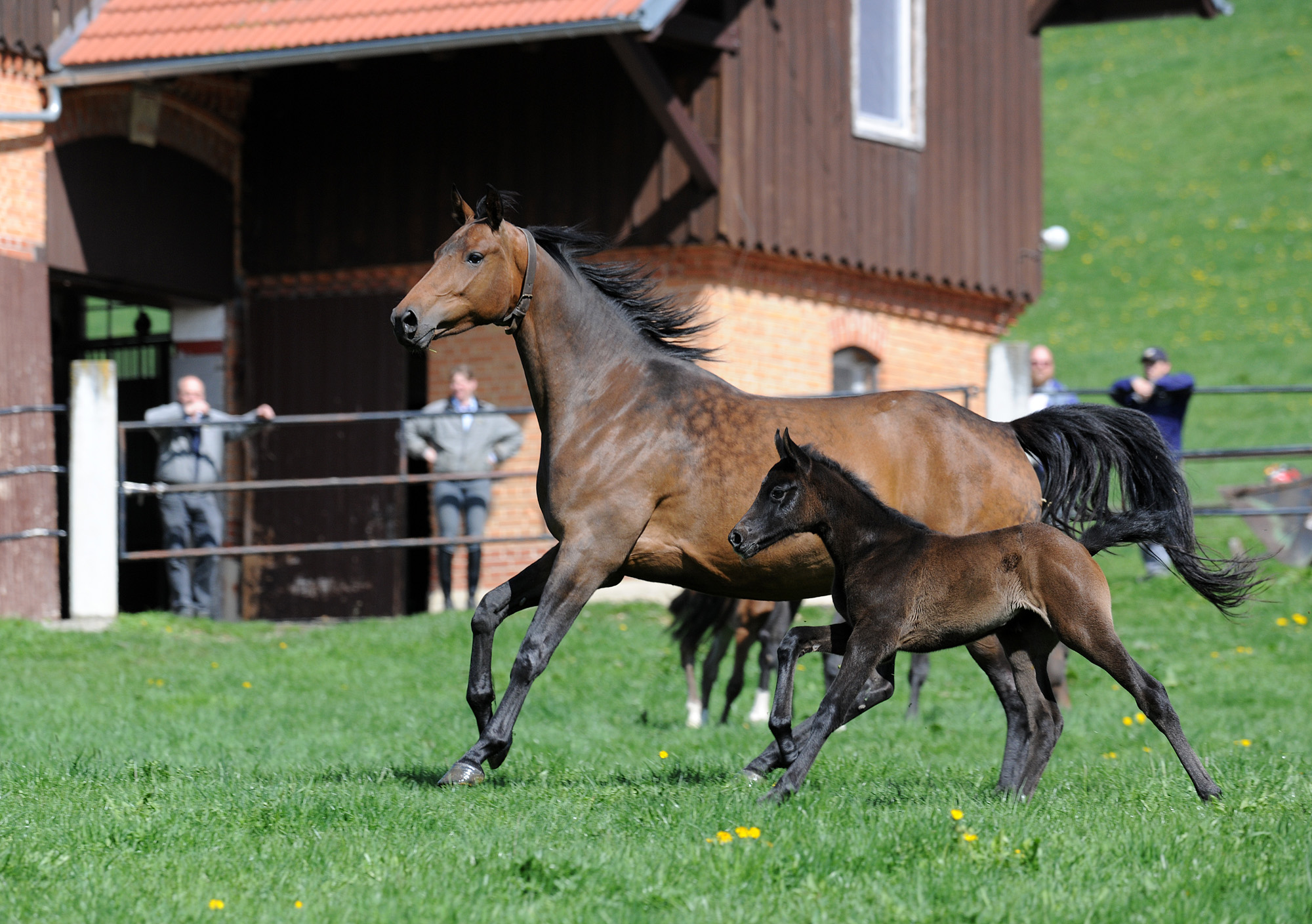
Stuten mit Fohlen auf der Weide in Marbach

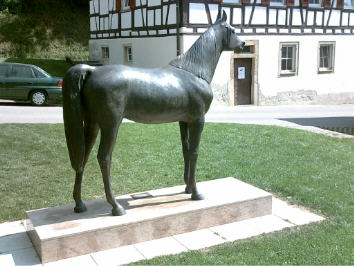
Bronzestatue des Hadban Enzahi OX; Künstler: Ingo Koblischek

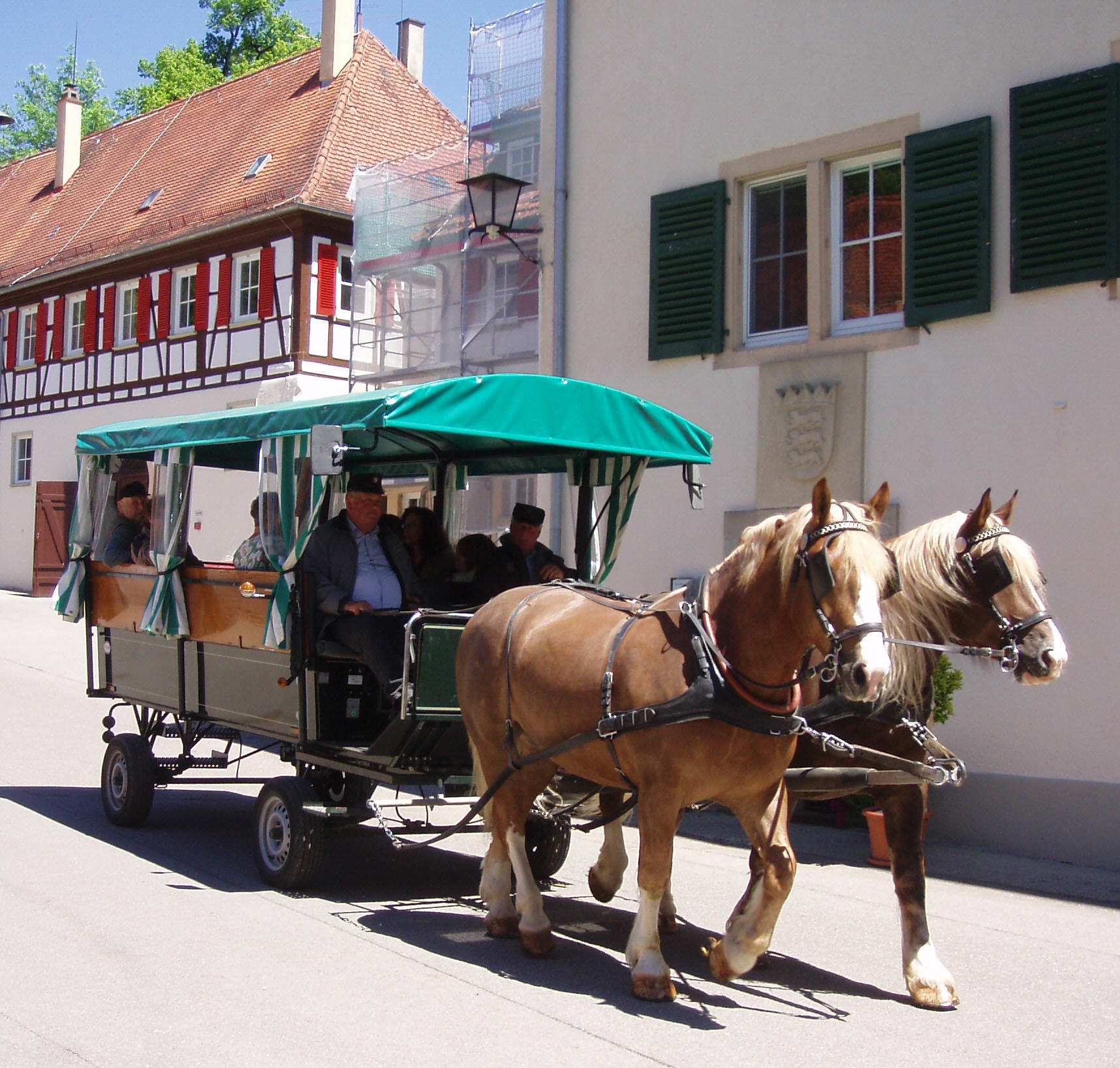
Kremserfahrt für Gestütsbesucher

Das Haupt- und Landgestüt Marbach ist das Landgestüt des Landes Baden-Württemberg, das auch eines der vier noch bestehenden Hauptgestüte in Deutschland ist. Das Gestüt wird als Landesanstalt des Ministeriums für Ländlichen Raum und Verbraucherschutz Baden-Württemberg betrieben. Es liegt im Landkreis Reutlingen im Ortsteil Marbach an der Lauter der Gemeinde Gomadingen.
Zum Haupt- und Landgestüt (HUL) Marbach gehören auch die Gestütsanlage in Offenhausen und der Fohlenhof in St. Johann.

## Geschichte
Das Gestüt besitzt eine jahrhundertelange württembergische Tradition. 1491 richtete Graf Eberhard im Bart in Oberfeld bei Marbach ein Gestüt ein. Neben Tieren, die aus seinem 1460 in Betrieb genommenen Hofgestüt Einsiedel bei Tübingen stammten, stellte er auch Pferde ein, die von Pilgerreisen ins Heilige Land mitgebracht oder aus Ungarn, Böhmen, Siebenbürgen, der Türkei und Holstein eingeführt worden waren. In der Mitte des 16. Jahrhunderts verlegte man den Sitz des Gestüts nach Marbach. Die Pferdezucht in Marbach wurde 1554 erstmals urkundlich erwähnt. Ab 1590 wurden neben Pferden auch Maultiere gezüchtet, die im herzoglichen Marstall und in den Gärtnereien als Zugtiere verwendet wurden.
Bereits unter Herzog Christoph von Württemberg (1550–1568) setzte der Ausbau Marbachs zum herrschaftlichen Gestüt ein; 1590 legte Herzog Ludwig Zuchtziele für die Reitpferde fest, die in Marbach gezüchtet wurden. Er ließ andalusische, englische und Berberhengste ankaufen. Der Dreißigjährige Krieg bedeutete jedoch einen gewaltigen Rückschlag. Durch eine Pferdesteuer, die 7820 Gulden einbrachte, gelang es dem Herzog, nach diesem Krieg wieder einen Bestand an Hengsten zu finanzieren. Die Tiere wurden in Lippe, Friesland, Holstein und Dänemark gekauft. Damit setzte die Zucht von leistungsfähigen und anspruchslosen Pferden für die Landwirtschaft ein, aus denen sich im Laufe von 200 Jahren die Rasse des Württemberger Warmbluts herausbildete. 1687 wurde die erste „Wirtembergische Gestütsverordnung“ des Gestütsleiters Lewin Freiherr von Kniestedt in Kraft gesetzt, der die Entwicklung dieser Rasse fördern sollte. Nur vom Oberstallmeister in Marbach zugelassene Hengste durften noch zur Zucht verwendet werden. Die Körung ist heute noch Voraussetzung zur Zulassung zur Zucht; der Leistungsnachweis wird jedoch nicht mehr in der täglichen Arbeit auf dem Feld erbracht, sondern im Rahmen der hunderttägigen Marbacher Hengstleistungsprüfung.
1817 wurde Marbach zum Landgestüt des Königreichs Württemberg erhoben. Es erhielt die Gestütshöfe Offenhausen, St. Johann und Güterstein zugesprochen. Der Gebäudebestand entspricht noch heute weitgehend dem des 19. Jahrhunderts.

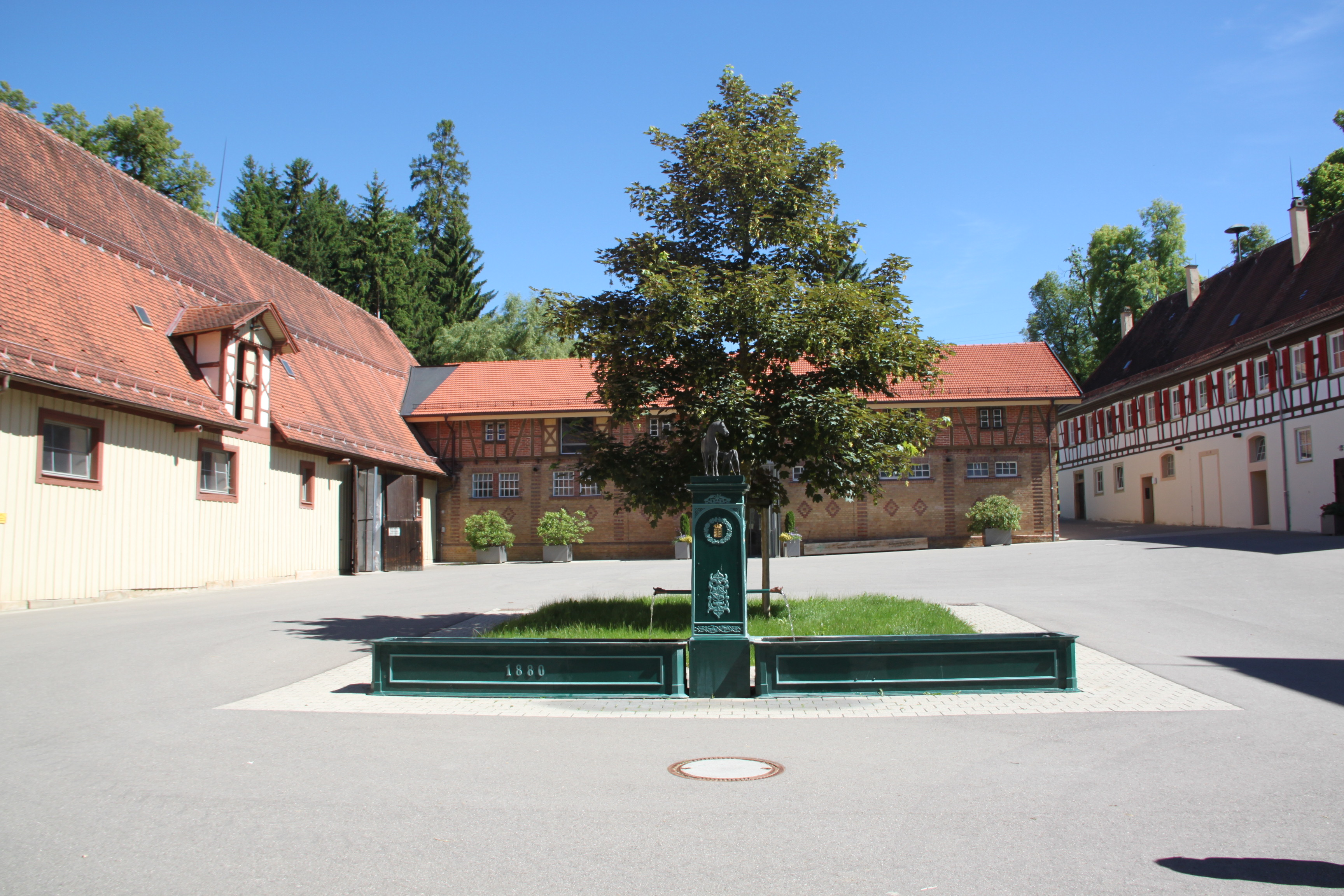
Der Stutenbrunnen erinnert an Wilhelm I. und symbolisiert zugleich die Stutenhaltung in Marbach

1816 kam die erste echte Vollblutaraberstute aus Syrien nach Württemberg. Ihr Name war Murana I. König Wilhelm I., an den der Stutenbrunnen im Gestütshof erinnert, gründete mit ihr in Weil bei Esslingen ein Privatgestüt. Dies war das erste Gestüt mit Reinzucht-Arabern außerhalb des Orients. Nachkommen Muranas leben heute in der Arabergruppe des Haupt- und Landgestüts Marbach. Mit Hilfe seiner Gattin Katharina konnte Wilhelm I. weitere reinblütige Araber einführen. Bis 1838 wurde mit Bairactar, Wilhelms Leibpferd, gezüchtet. Bairactar wurde ein Stempelhengst der württembergischen Araberzucht. Sein Skelett wurde nach seinem Tod präpariert und zunächst in Hohenheim aufbewahrt. Heute steht es im Gestütsmuseum in Offenhausen.
Wilhelm I. hatte testamentarisch verfügt, dass seine Araberzucht niemals aufgelöst werden dürfe. Seine Urenkelin Pauline zu Wied konnte aber nach der Weltwirtschaftskrise das Gestüt nicht mehr eigenständig fortführen und übergab die Araberzucht 1932 an das Haupt- und Landgestüt. Zu den herausragenden und bekanntesten arabischen Hengsten dieser Zucht nach Bairactar gehörten Hadban Enzahi, dem ein Denkmal auf dem Gestütsgelände gesetzt wurde, und der Rapphengst Gharib, mit dessen Hilfe die Rasse der Arabofriesen gegründet wurde.
2005 wurde ein Sanierungsplan erarbeitet, um das von Defiziten geplagte Haupt- und Landgestüt vor der Privatisierung zu bewahren. Im Zuge dieser Sparmaßnahmen wurden die meisten der 20 Außendeckstationen geschlossen und teilweise durch Beratungszentren ersetzt. In Offenhausen befindet sich eine Besamungsstation, die weltweit Sperma von Marbacher Hengsten verschickt.
Ferner wurde verstärkt auf touristische Vermarktung des Betriebs und intensiveren Einsatz der Pferde im Sport gesetzt.
Im August 2017 brannte eine denkmalgeschützte Halle des Gestüts in St. Johann ab. Aus bislang ungeklärter Ursache entzündete sich das in der Halle gelagerte Getreide. Bei dem Brand entstand ein Schaden von geschätzt 2 Millionen Euro, Menschen und Tiere kamen nicht zu Schaden.

## Aufgaben
Das Gestüt ist eine wichtige Anlaufstelle für Pferdezüchter und Pferdesportler, sehr bekannt ist die dortige Araberzucht. Der in Ägypten gezogene Schimmelhengst Hadban Enzahi war stilprägend für die Vollblutaraberzucht des Gestütes. Die jährlich stattfindende Hengstparade ist eine international bekannte Attraktion. An zwei Wochenenden im September/Oktober werden hier Hengste und Stuten verschiedener Rassen präsentiert. In Marbach stehen ca. 520 bis 600 Pferde.
Nach Ende des Zweiten Weltkrieges wurde die Zucht des Württemberger Warmblüters mit dem Trakehnerhengst Julmond, der mit dem großen Flüchtlingstreck aus Osteuropa nach Westdeutschland gekommen war, vom schweren Arbeitspferd, das nun nicht mehr benötigt wurde, auf ein modernes Reitpferd umgestellt. Das Brandzeichen ist eine Hirschgeweih-Stange.
Mit dem Schwarzwälder Kaltblut kümmert man sich auch um die Zucht von Arbeitspferden z. B. für die Waldarbeit.

### Landgestüt
Das Landgestüt beschickt die Deckstationen mit Hengsten verschiedener Rassen. Dort decken die Hengste im Natursprung. Die Deckstationen sind über das ganze Bundesland Baden-Württemberg verteilt, beispielsweise in Biberach, St. Märgen, Ellwangen, Zogenweiler und Marbach, damit die Züchter mit ihren rossigen Stuten keine allzu weite Anfahrt bis zur Hengststation haben.
In Offenhausen befindet sich eine EU-Besamungsstation sowie eine Embryotransferstation.

#### Hengste
Für die Zucht von Württemberger Warmblütern stellt das Landgestüt den Züchtern zugelassene Hengste verschiedener Rassen zur Verfügung.
Für die Zucht von Schwarzwäldern  bietet es zugelassene Kaltbluthengste verschiedener Rassen an.
Außerdem stellt es zugelassene schwere Warmbluthengste für die Zucht von Altwürttembergern.
Das Landgestüt bietet Vollblutaraber-Deckhengste an.
Es hat auch Ponyhengste im Angebot.

### Hauptgestüt

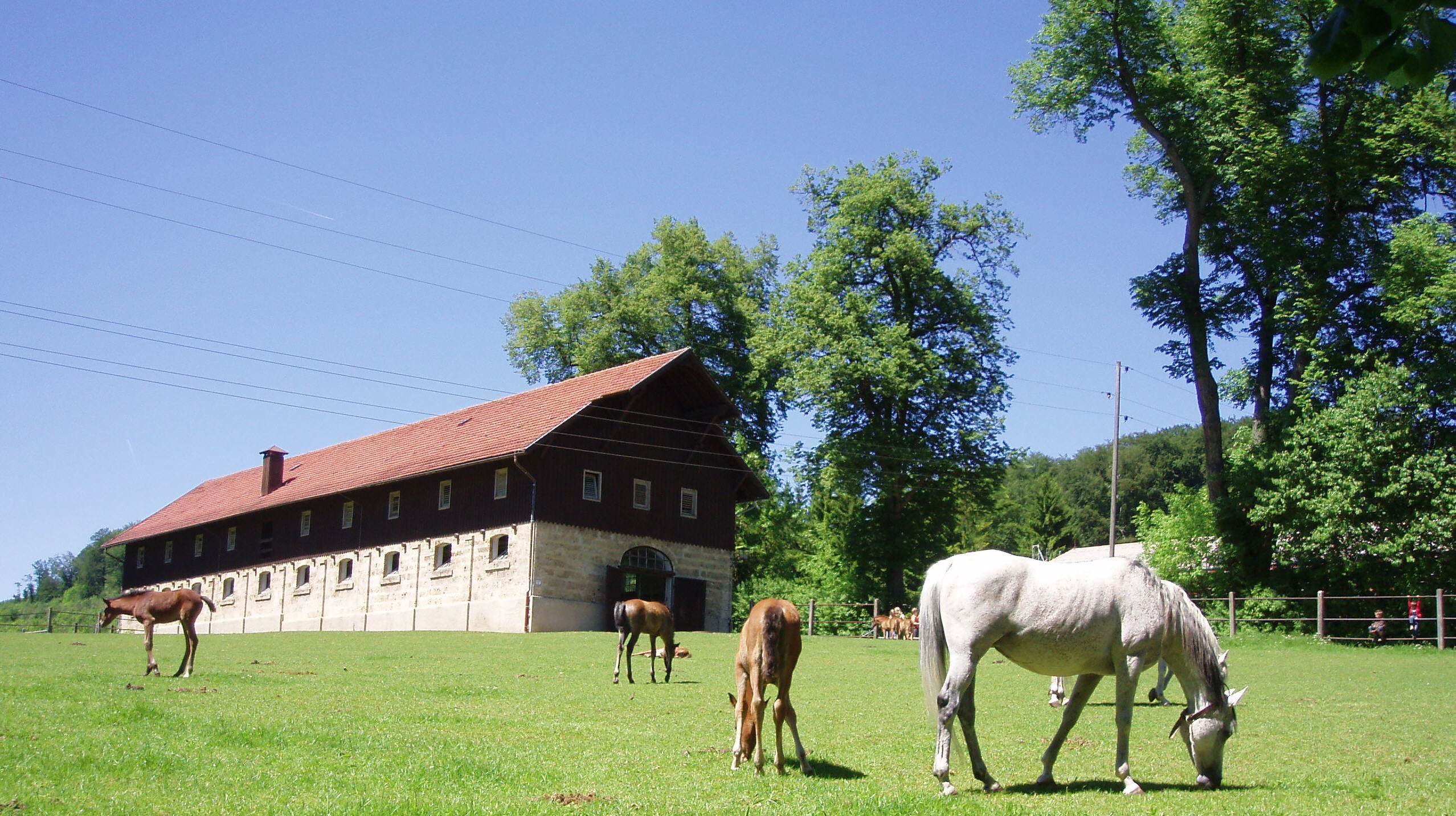
Historischer Stuten-Laufstall in Marbach, Fenster über Kopfhöhe, damit sich die Pferde nicht am Glas verletzen

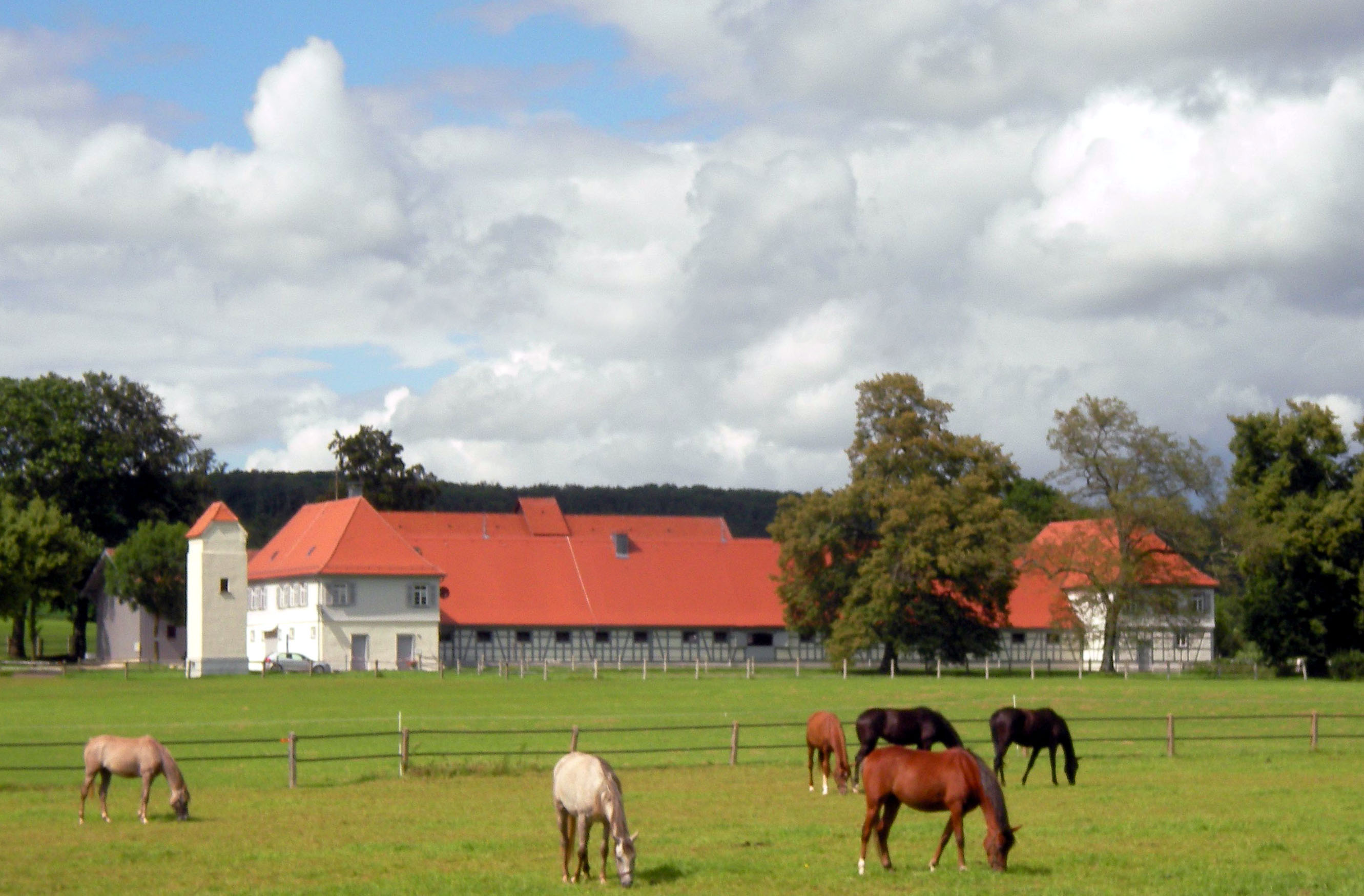
Fohlenhof St. Johann, Hauptgebäude

Das Hauptgestüt hält in Marbach rund 30 Warmblutstuten und 20 Vollblutaraberstuten mit ihren diesjährigen Fohlen. Nach dem Absetzen werden die Stutfohlen in das Vorwerk Fohlenhof bei St. Johann, und die Hengstfohlen auf die Aufzuchtstation Hau bei Offenhausen gebracht und dort zusammen mit zugekauften Jungpferden und Pensions-Jungpferden aufgezogen. Die jungen Pferde bleiben rund zwei Jahre auf den Fohlenweiden der Aufzuchtstationen.
Die Junghengste werden mit zweieinhalb Jahren gemustert und für die Hengstleistungsprüfung ausgewählt. Die Warmblutstuten werden dreijährig, die Vollblutaraberstuten vierjährig angeritten und zum ersten Mal gedeckt. Die Stuten werden einer Stutenleistungsprüfung unterzogen.

#### Gestütsauktion
Pferde, die für das Hauptgestüt oder das Landgestüt nicht benötigt werden, kommen im Frühjahr zum Verkauf an die Gestütsauktion. Die Auktion ist auch für andere Pferde aus der Landeszucht offen.

### Landesreit- und Fahrschule Marbach
Die Landesreit- und Fahrschule Marbach besteht seit 1929. Sie ist von der FN anerkannt. Ursprünglich sollte hier der bäuerlichen Jugend eine Grundausbildung am Pferd erhalten. Inzwischen werden Lehrgänge für Berufsreiter, Freizeitreiter und Amateurtrainer angeboten. Es gibt Abzeichenlehrgänge im Reiten und Fahren, Jagdreitenlehrgänge sowie Veranstaltungen für Auszubildende und Berufsreiter.

#### Leitung
Rolf Eberhardt war 20 Jahre Leiter der Landesreitschule. Sein Nachfolger ist seit 2021 Markus Lämmle. Leiter der Landesfahrschule war über 20 Jahre Dieter Groß. Sein Nachfolger ist seit 2004 Fred Probst.

## CIC Marbach
Die Internationale Marbacher Vielseitigkeit findet jedes Jahr im Mai auf dem Gelände des Haupt- und Landgestüt Marbach statt.
Im Rahmen des Turniers finden die Baden-Württembergischen Meisterschaften der Vielseitigkeitsreiter sowie das Deutsche Berufsreiterchampionat statt.

### Sieger seit 2019
| Jahr | Sieger CCI4*-S                   | Sieger CCI2*-S (Kurzprüfung)                                                                  | Sieger CCI2*-L (lange Prüfung)          |
| ---- | -------------------------------- | --------------------------------------------------------------------------------------------- | --------------------------------------- |
| 2019 | Andreas Dibowski mit FRH Corrida | -                                                                                             | Michael Jung mit fischerWild Wave       |
| 2020 | -                                | Robert Sirch mit Kilcoltrim Seanie (Sektion 1) Eva Terpeluk mit Uni's Black Pearl (Sektion 2) | -                                       |
| 2021 | Michael Jung mit Chipmunk FRH    | -                                                                                             | Eva Terpeluk mit Uni's Black Pearl      |
| 2022 | Michael Jung mit Highlighter     | Anna Lena Schaaf mit Lagona OLD                                                               | Brandon Schäfer-Gehrau mit Very Special |

### Sieger 2010 bis 2018
| Jahr | Sieger CIC***                             | Sieger CIC* (Kurzprüfung)                                                                               | Sieger CCI* (lange Prüfung)            |
| ---- | ----------------------------------------- | --- | -------------------------------------- |
| 2010 | Michael Jung mit La Biosthetique Sam FBW  | Michael Jung mit Halunke FBW                                                                            | -                                      |
| 2011 | Michael Jung mit La Biosthetique Sam FBW  | Iris Pemen mit Acroliance Embregts                                                                      | -                                      |
| 2012 | Michael Jung mit La Biosthetique Sam FBW  | Michael Jung mit fischerRocana FST (Sektion 1) Ingrid Klimke mit Glenn Grant (Sektion 2)                | -                                      |
| 2013 | Ingrid Klimke mit RF Tabasco              | Michael Jung mit Der Dante (Sektion 1) Felix Vogg mit Saxo des Champs (Sektion 2)                       | -                                      |
| 2014 | Ingrid Klimke mit SAP Escada FRH          | Antje Schöniger mit FST Schoensgreen Quebec (Sektion 1) Michael Jung mit Takinou (Sektion 2)            | -                                      |
| 2015 | Michael Jung mit Halunke FBW              | Romina Engelberth mit High Speedy (Junioren & Junge Reiter) Michael Jung mit fischerIncantas (Senioren) | -                                      |
| 2016 | Karin Donckers mit Fletcha van 't Verahof | Julia Mestern mit Grand Prix IWest                                                                      | Vanessa Bölting mit Arpeggia B         |
| 2017 | Michael Jung mit Lennox 364               | Anna Lena Schaaf mit Fairytale 39                                                                       | Vanessa Bölting mit Cloud Nine 4       |
| 2018 | Julia Krajewski mit Chipmunk FRH          | Ben Leuwer mit Clever Louis                                                                             | Pietro Roman mit Cooley Well Connected |